# Dock10
Dock10‏ (Dedicator of cytokinesis 10) هوَ بروتين يُشَفر بواسطة جين Dock10 في الإنسان.